# Insaaf (film, 1987)
Pour plus de détails, voir Fiche technique et Distribution.
Insaaf, littéralement, en Justice, est un film d'action du cinéma indien, en langue hindi, réalisé en 1987, par Mukul Anand. Le film met en vedette Dimple Kapadia, Vinod Khanna, ainsi que Suresh Oberoi (en). Il a été repris, en tamoul, sous le titre Chinnappadass (en).

## Fiche technique
Sauf indication contraire, les informations mentionnées dans cette section peuvent être confirmées par la base de données cinématographiques IMDb,  présente dans la section « Liens externes ».
- Titre : Insaaf
- Réalisation : Mukul Anand
- Scénario : Madan Joshi - K.K. Shukla
- Langue : Hindi
- Genre : Film d'action
- Durée :
- Dates de sorties en salles :
  -  Inde : 17 juin 1987

## Distribution
- Vinod Khanna : Avinash Kapoor
- Dimple Kapadia : Sonia / Dr. Sarita
- Suresh Oberoi (en) : Mr Agnihotri
- Dalip Tahil : Dilip Agnihotri
- Kruttika Desai (en) : Geeta Kapoor
- Shakti Kapoor : Laxman Bhinde (inspecteur de police)
- Shammi : Mère d'Avinash
- Vikram Gokhale (en) : inspecteur général de la Police
- Leena Das : danseuse-chanteuse
- Ghanshyam Rohera : connétable
- Mahesh Anand : Michael Fernandes